# Шторк, Бернд
Бернд Шторк (нем. Bernd Storck; род. 25 января 1963, Херне, Северный Рейн-Вестфалия) — немецкий футболист и тренер. Выступал на позиции защитника.

## Карьера
Дебютировал в немецкой бундеслиге в сезоне 1981/82 в составе «Бохума». В 1983 году Шторк перешёл в дортмундскую «Боруссию», где защищал цвета клуба на протяжении последующих 6-ти лет. Наивысшим его достижением стал Кубок Германии в 1989 году. В общей сложности за два клуба он провёл 171 матч и забил 8 голов.
После завершения игровой карьеры Бернд Шторк получил тренерское образование. Работал ассистентом тренера в клубах бундеслиги — «Герте», «Штутгарте», «Вольфсбурге», «Боруссии» (Дортмунд), а также в сербском «Партизане».
С июля 2008 года — главный тренер «Алма-Аты» и молодёжной сборной Казахстана. С октября 2008 года по январь 2009 года был исполняющим обязанности главного тренера сборной Казахстана. 30 января 2009 года стал главным тренером сборной. В октябре 2010 отправлен в отставку, так как команда проиграла четыре матча отборочного турнира чемпионата Европы.
В феврале 2011 года Шторк был назначен главным тренером сборной Казахстана до 19 лет. Он также стал главным тренером клуба «Цесна». В сентябре 2011 прекратил работу в юношеской сборной по семейным обстоятельствам.
С 2012 по 2014 год работал тренером юношеской и молодёжной команд греческого «Олимпиакоса».
В марте 2015 года Шторк возглавил молодёжную сборную Венгрии.
20 июля 2015 года был назначен главным тренером национальной сборной Венгрии. Под руководством Бернда Шторка сборная Венгрии вышла на чемпионат Европы 2016, пробившись на общеевропейский турнир впервые за 44 года. В марте 2016 года было объявлено, что Венгерская футбольная федерация продлила контракт со Шторком до чемпионата мира 2018. После удачного выступления на Евро-2016 сборная Венгрии не смогла пробиться на ЧМ-2018, и Шторк подал в отставку.